# Centralnosolomonski jezici
Centralnosolomonski jezici, samostalna porodica jezika sa Solomonskih otoka, nekad dio velike istočnopapuanske porodice,. Obuhvaća četiri jezika s blizu 15.000 govornika.
Predstavnici su: bilua [blb] 8.740 (1999 SIL).; lavukaleve [lvk] 1.780 (1999 SIL); savosavo [svs] 2.420 (1999 SIL); i touo ili baniata [tqu] 1,870 (1999 popis).